# کازیمیر مالویچ
کازیمیر مالویچ (روسی: Казими́р Севери́нович Мале́вич؛ زاده ۲۳ فوریهٔ ۱۸۷۹ درگذشته ۱۵ مهٔ ۱۹۳۵) طراح، نقاش، مجسمه‌ساز و نظریه‌پرداز برجستهٔ روسی و از پیشگامان هنر آبستره و خالق سبک هنری آوانگارد سوپره‌ماتیسم بود. کازیمیر مالویچ در سال ۱۸۷۹ در کی‌یف متولد شد و در سال ۱۹۳۵ بر اثر بیماری سرطان در لنینگراد درگذشت.
در سال ۱۹۱۵ کازیمیر مالویچ با خلق آثاری کاملاً انتزاعی به سبک منحصر به فردش دست یافت؛ سبکی که او عنوان سوپره‌ماتیسم (والاگرایی) را بر آن‌ها گذاشت. ویژگی این سبک، اشکال و عناصر هندسی (مربع، مستطیل، دایره، مثلث) شناور و معلق در فضا و خطوط متقاطع است. در نقاشی‌های مالویچ در این دوره، هیچ نشانه‌ای از جهان واقعی وجود ندارد، از درخت و رودخانه یا موجودات زنده اثری نیست. بیننده این آزادی را پیدا می‌کند که فقط براساس احساسات خود با این نقاشی روبرو شود و به آن بیندیشد.

## نگارخانه

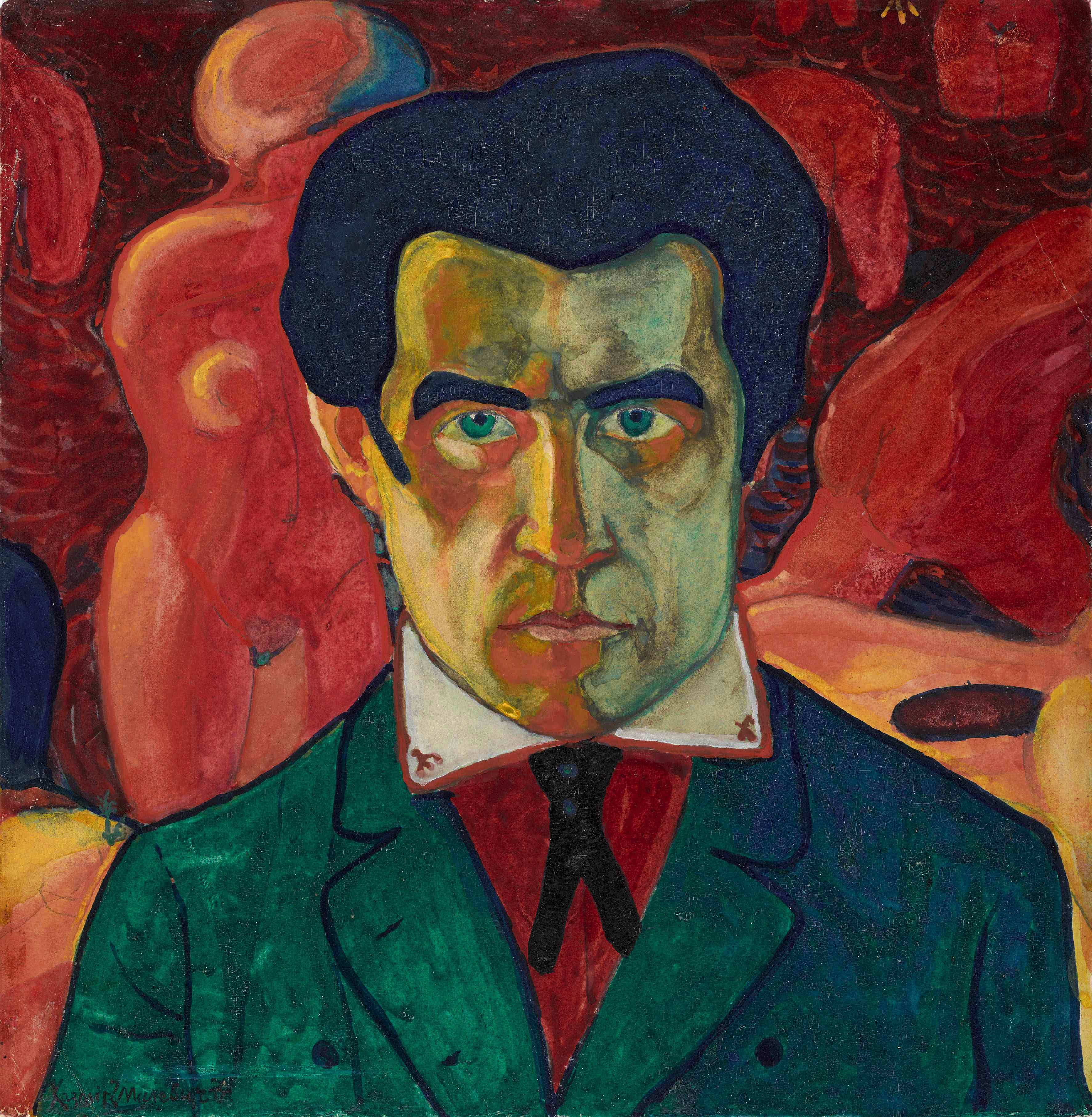
خودنگاره ۱۹۱۲ م. نگارخانه ترتیاکوف
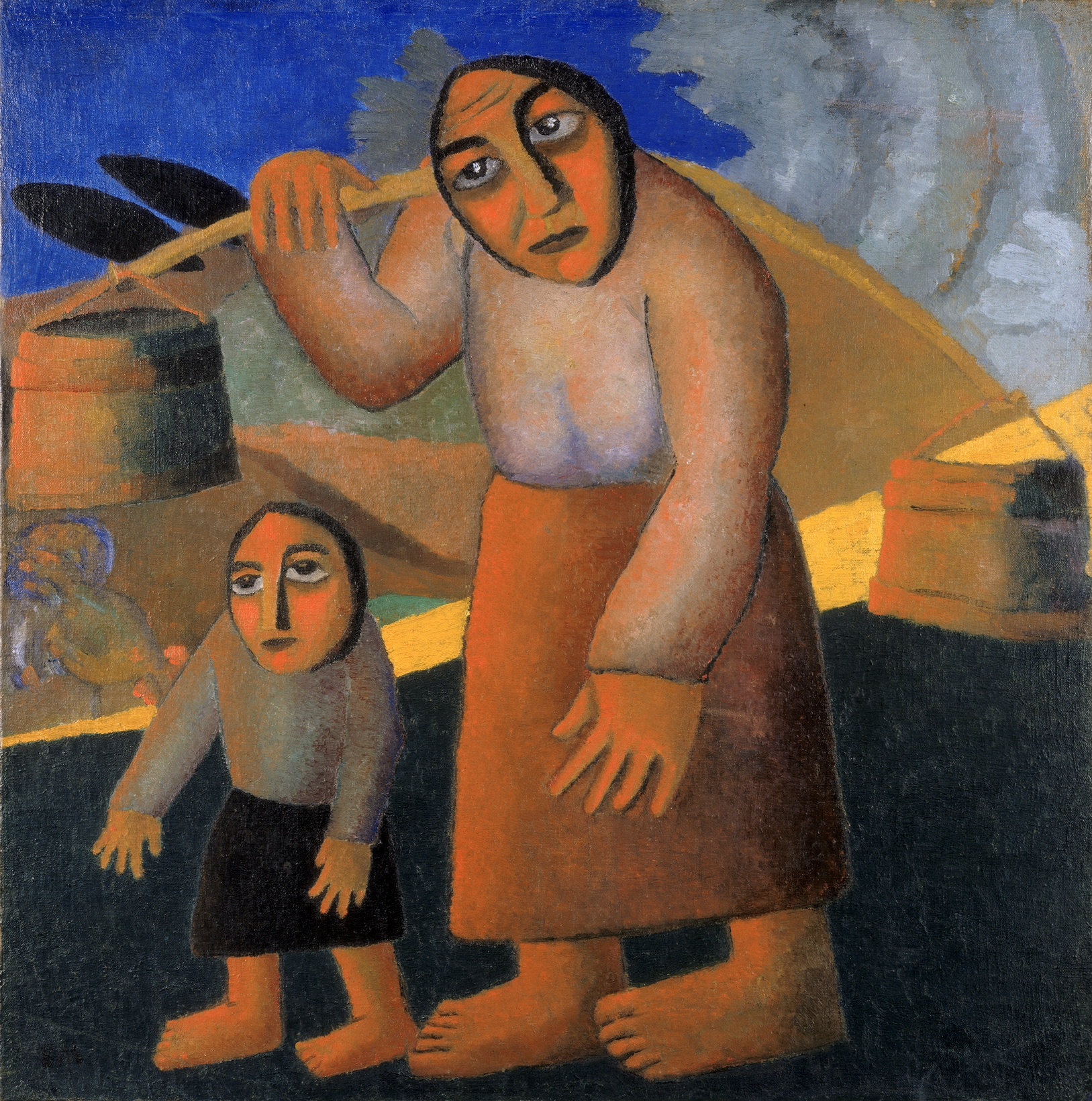
دهقان با سطل ۱۹۱۲ م. موزه اشتدلیک
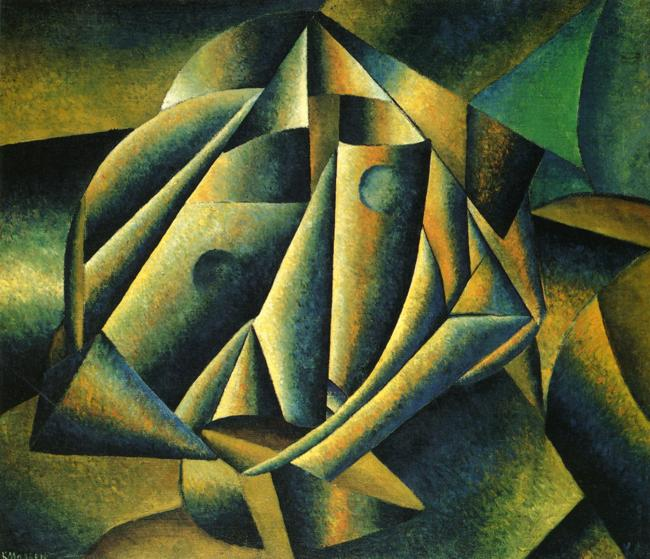
سر دختر دهقان ۱۹۱۲ - ۱۹۱۳ م. موزه اشتدلیک
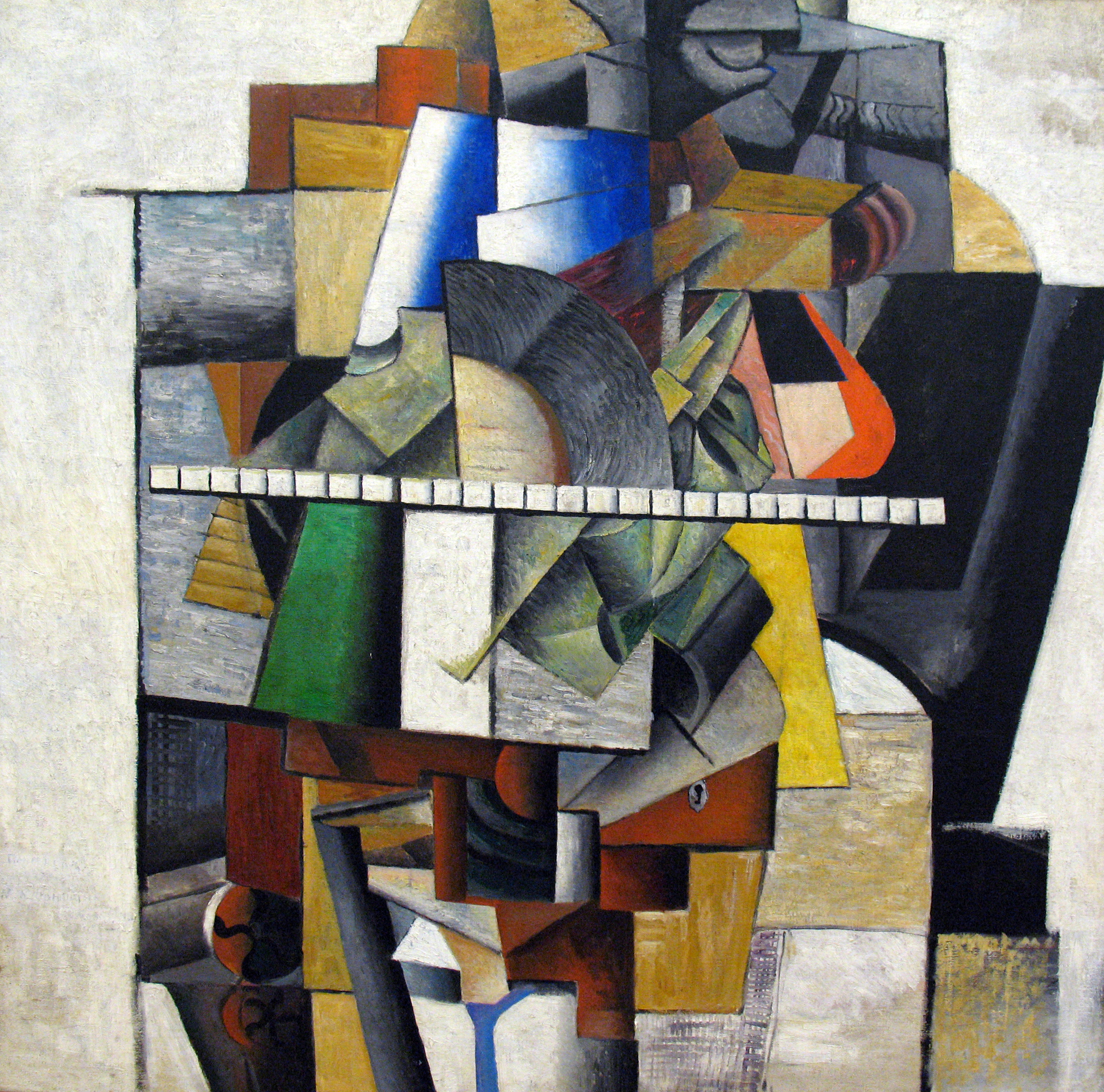
پرترهٔ میخائیل ماتیوشین ۱۹۱۳ م. نگارخانه ترتیاکوف
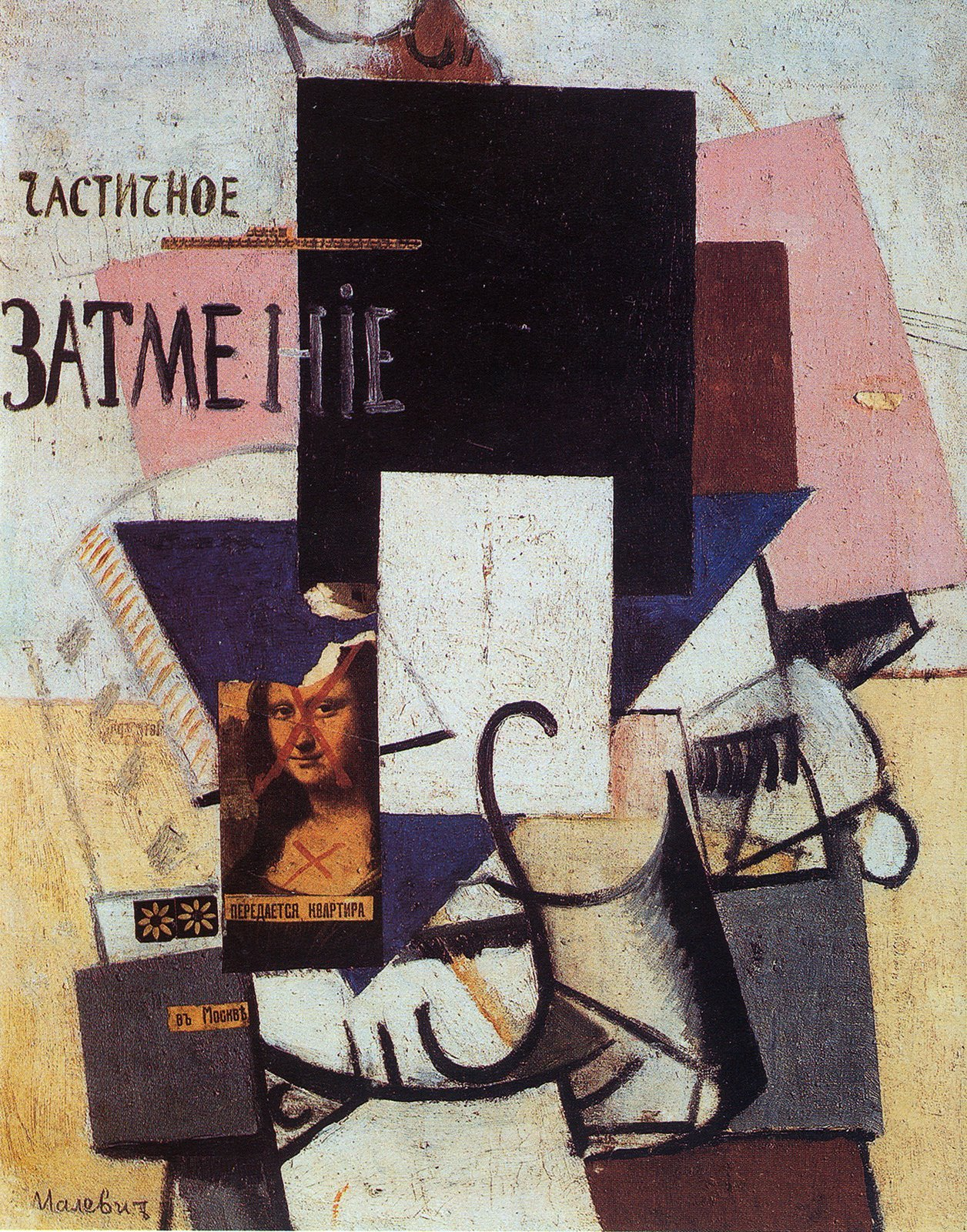
کسوف با مونالیزا ۱۹۱۴ م. در مالکیت مجموعه‌دار شخصی
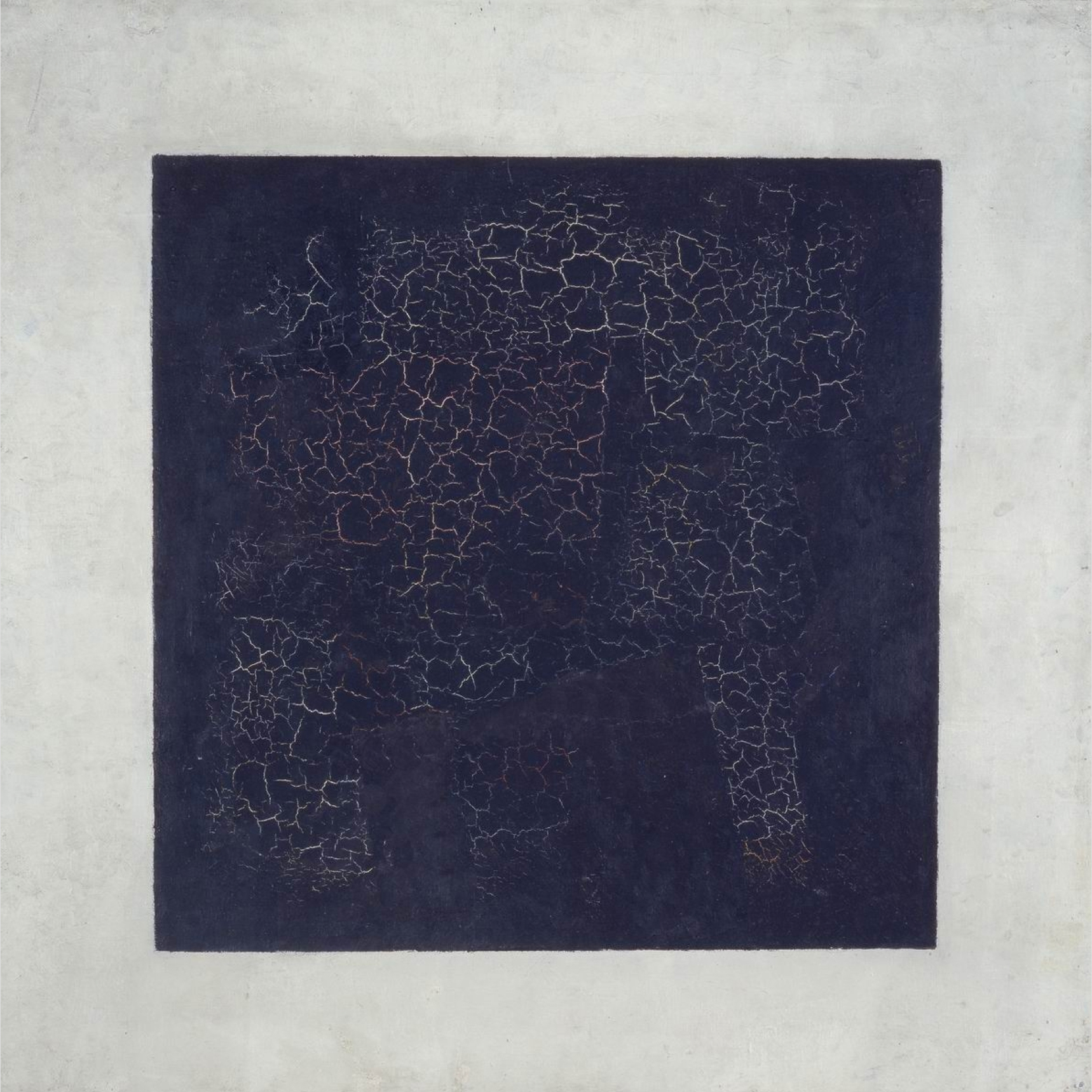
مربع سیاه ۱۹۱۵ م. نگارخانه ترتیاکوف
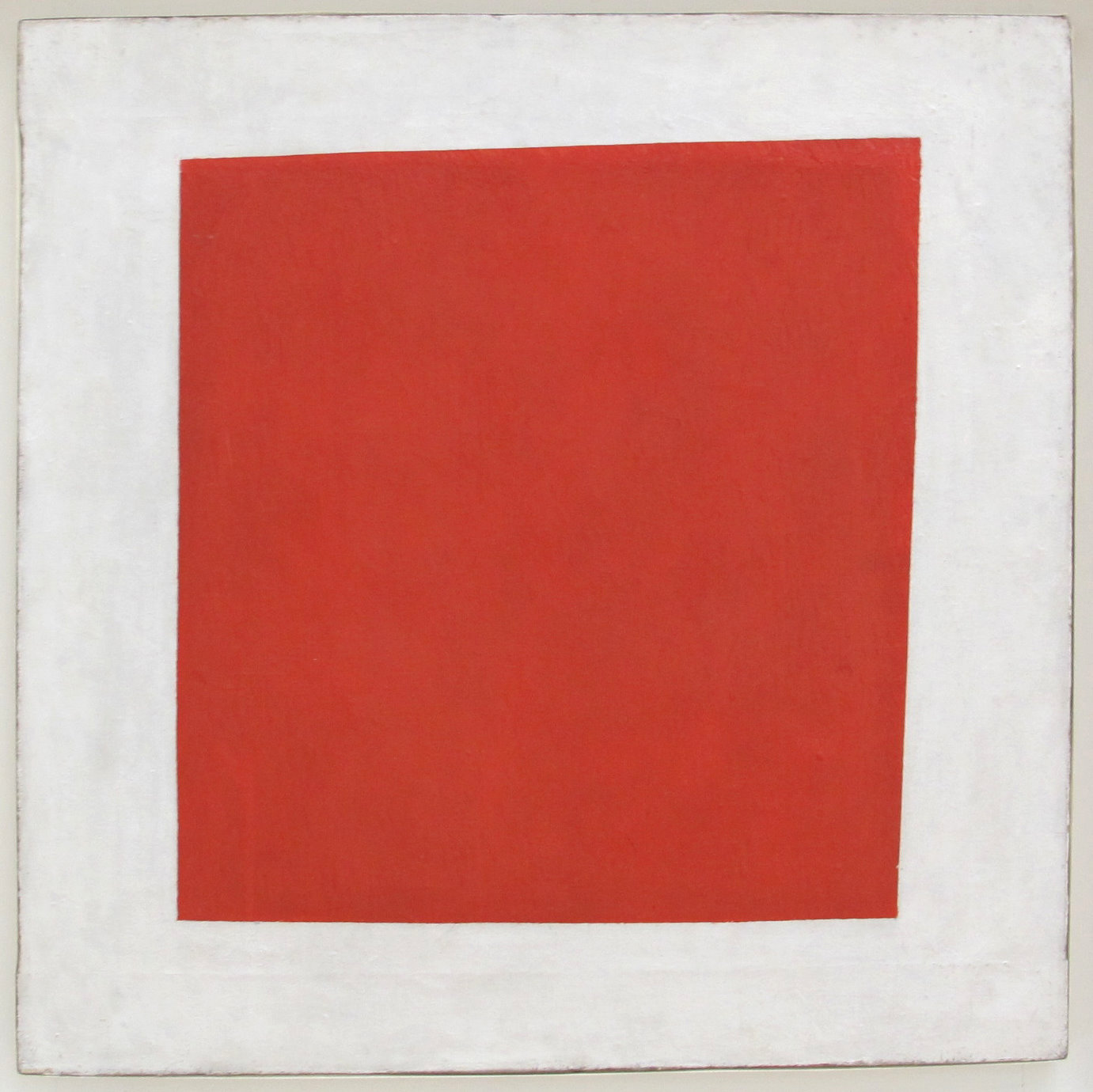
مربع سرخ ۱۹۱۵ م. موزه روسیه
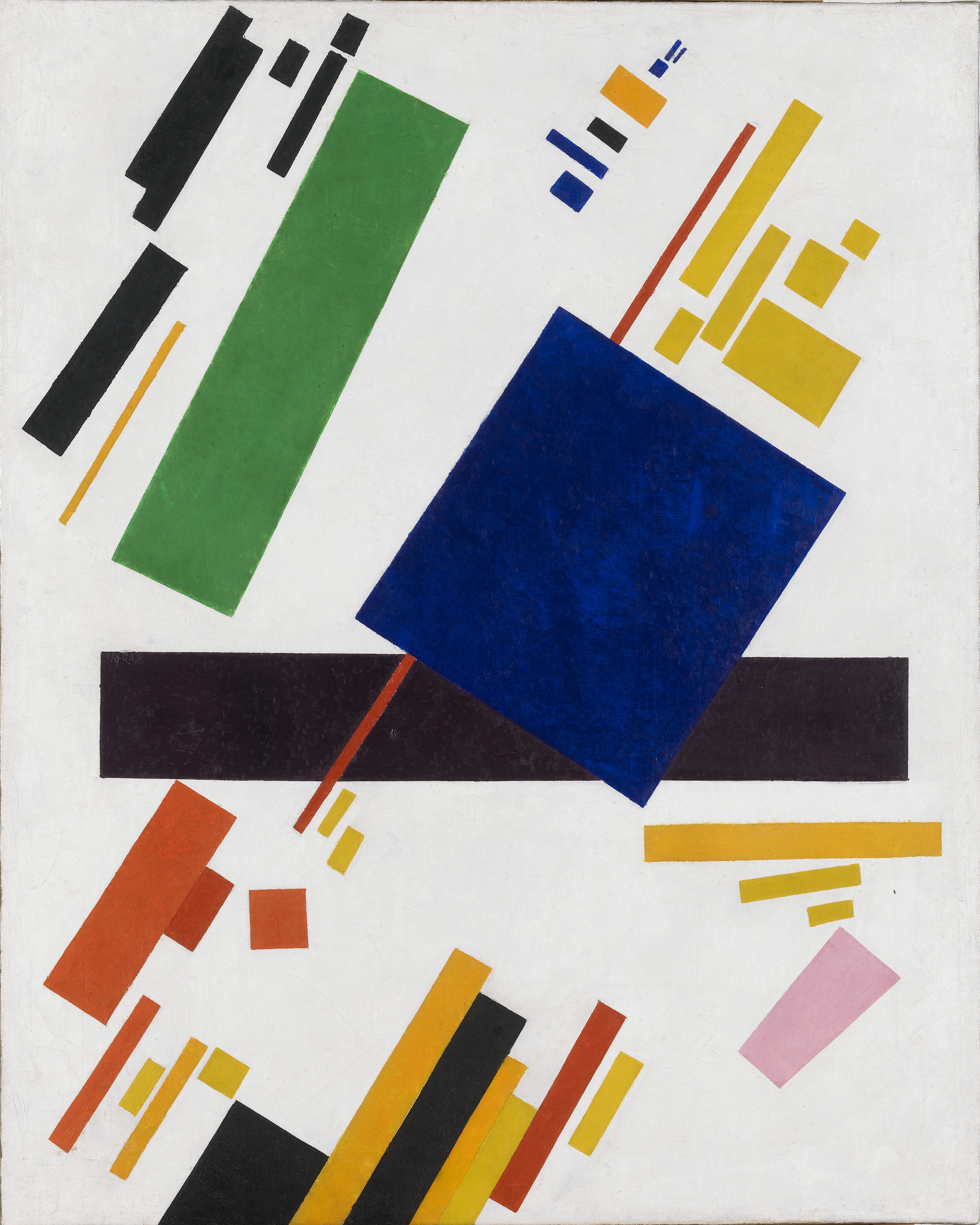
ترکیب‌بندی والاگرایانه ۱۹۱۶ م. در مالکیت مجموعه‌دار شخصی
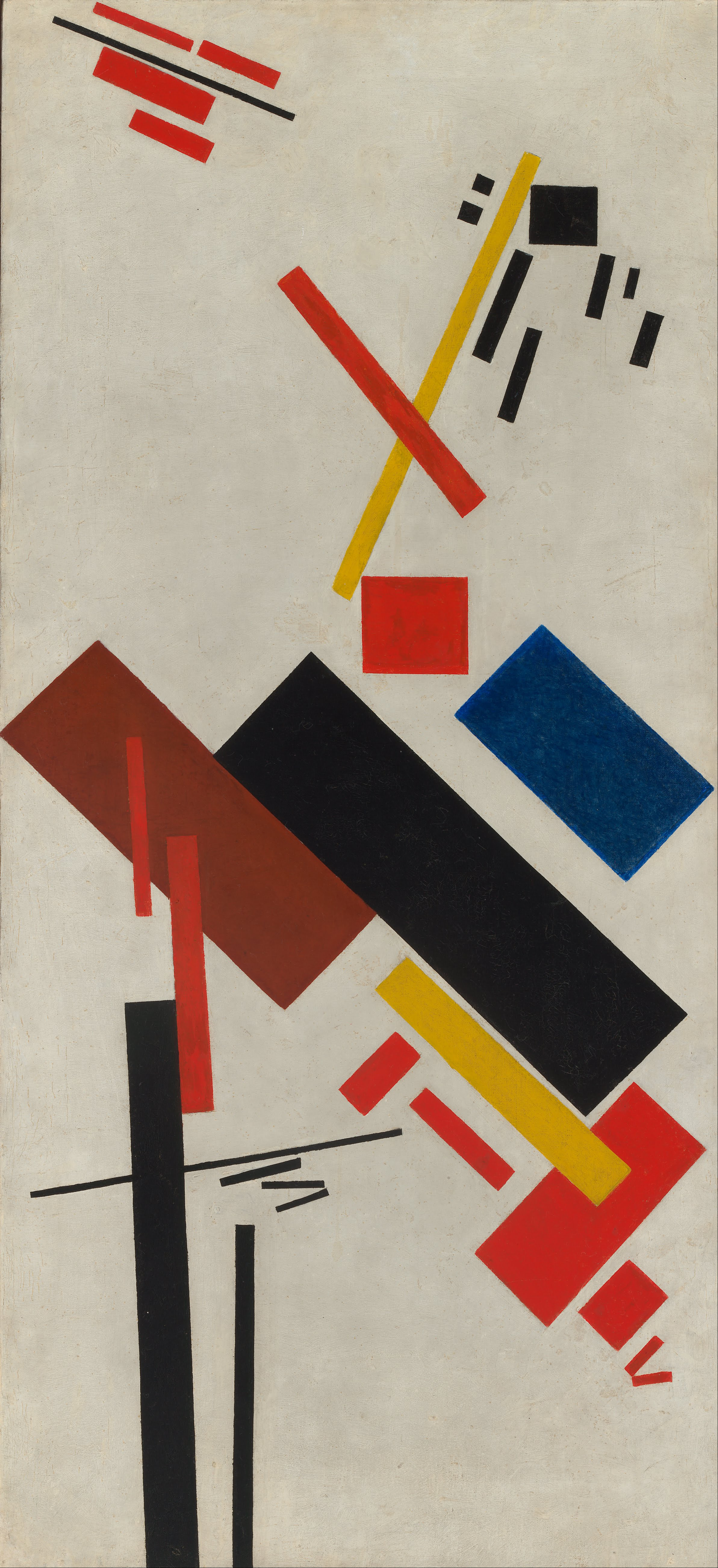
خانه‌ای در دست ساخت ۱۹۱۶ م. نگارخانه ملی استرالیا
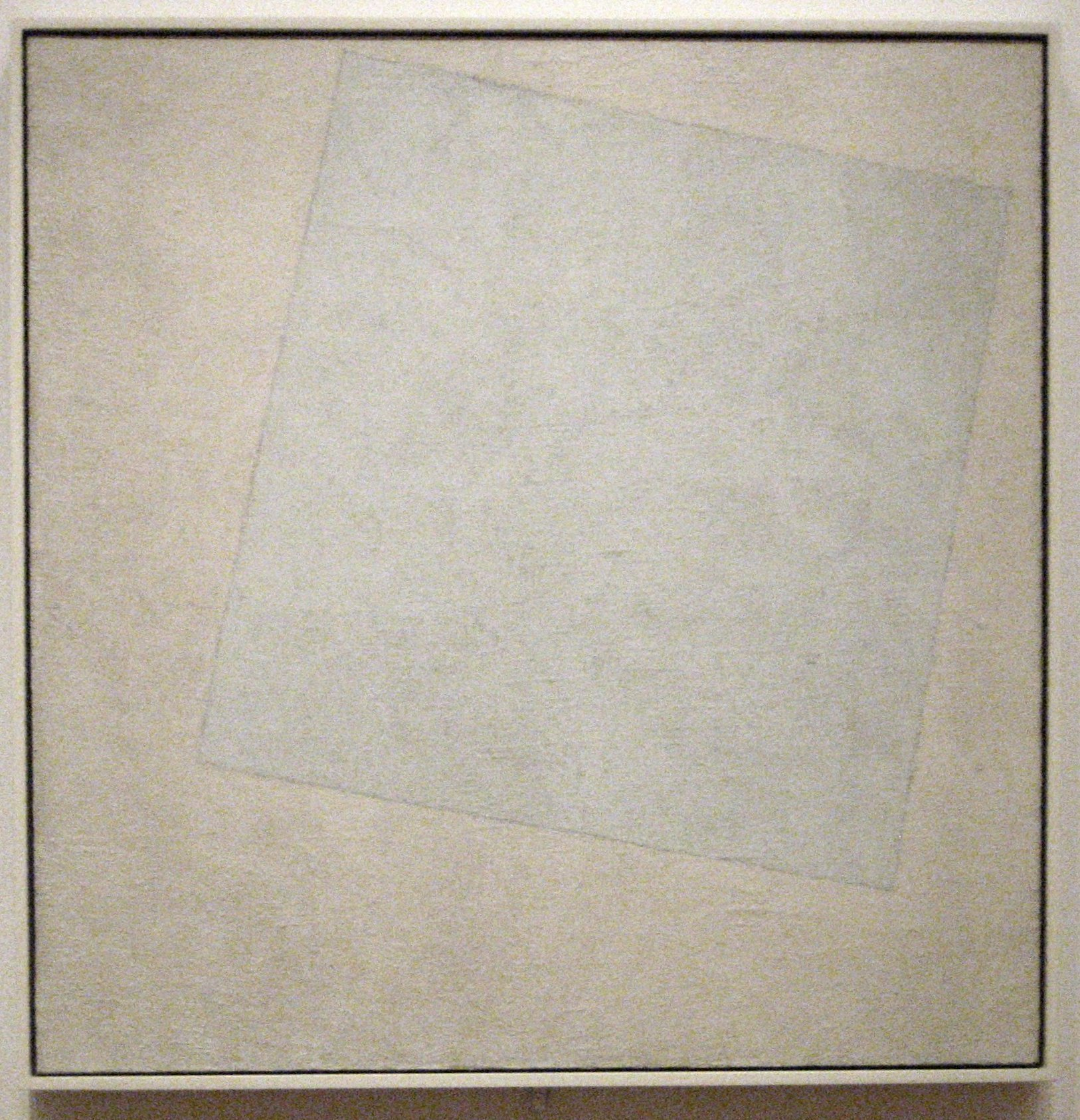
سفید در سفید ۱۹۱۸ م. موزه هنر مدرن نیویورک
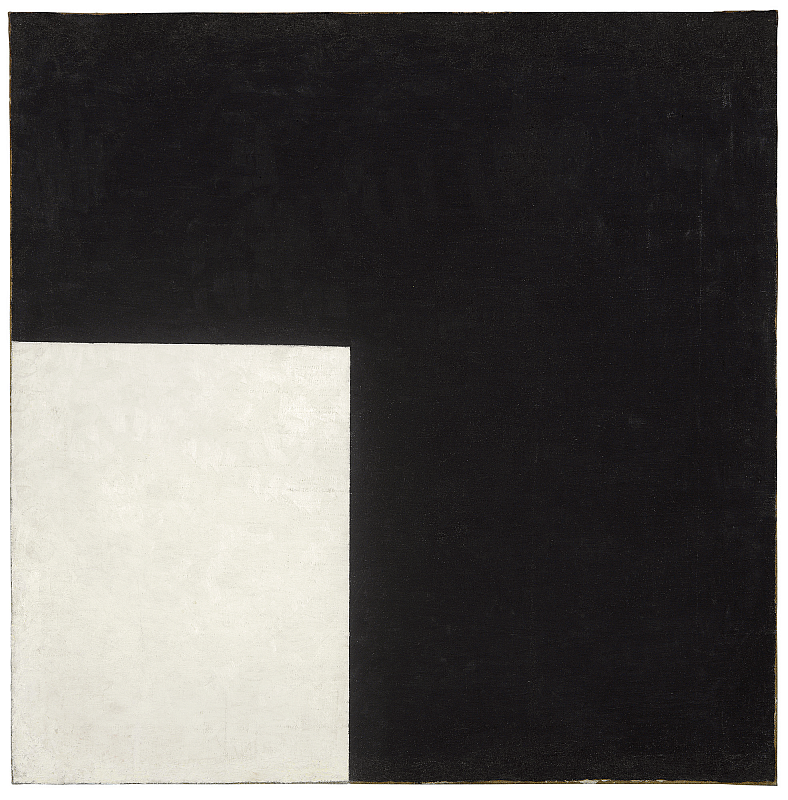
سیاه و سفید ۱۹۱۸ م. موزه هنر مُدرن استکهُلم
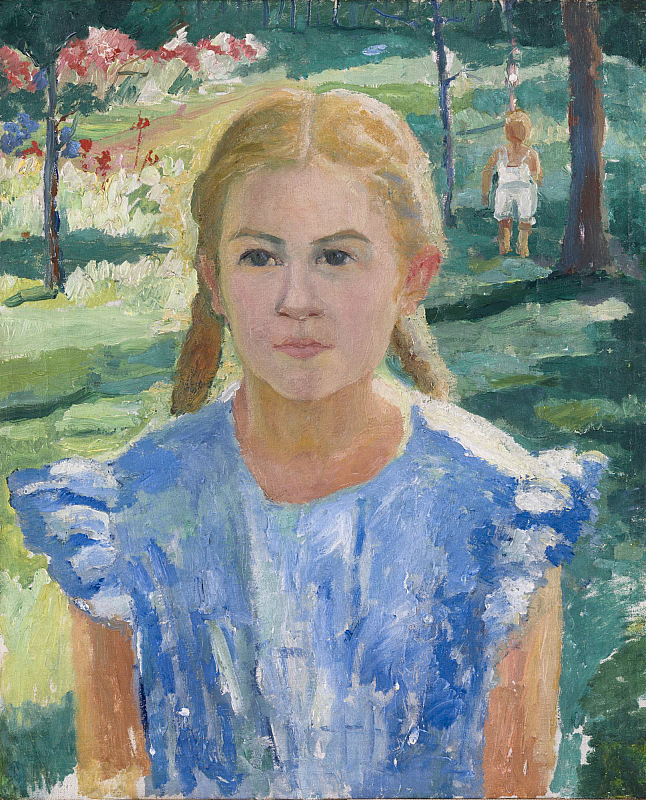
پرترهٔ اونا ۱۹۳۲ م. موزه هنر مُدرن استکهُلم
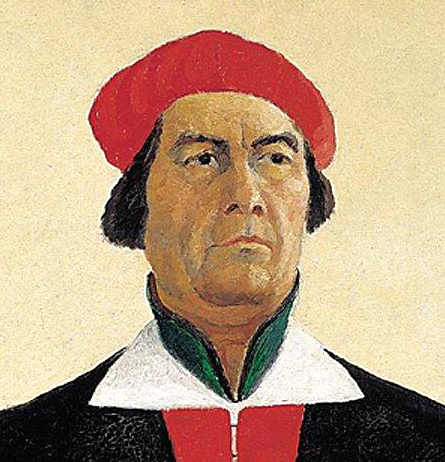
خودنگاره
۱۹۳۳ م.
موزه روسیه